# Лисиничі (форт)

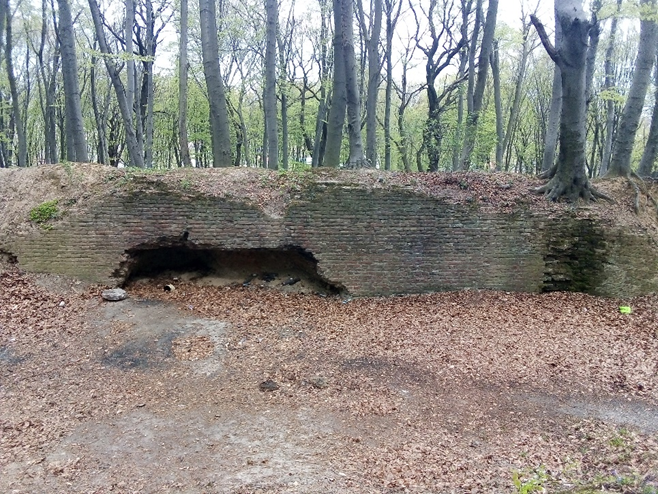
Єдина вціліла стіна укріплення (ракурс обличчям до стіни)

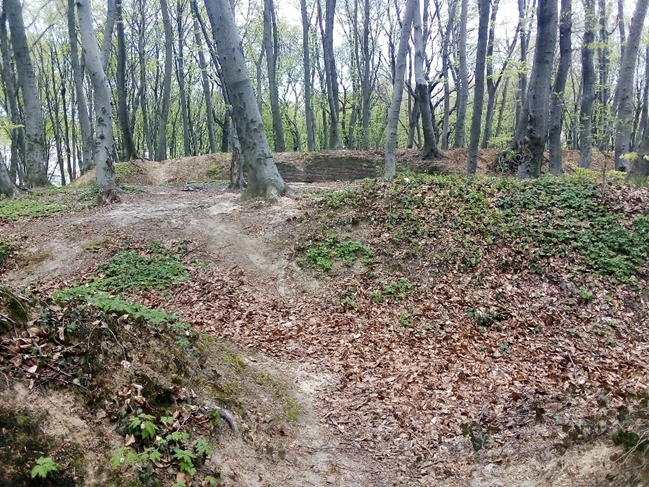
Вцілілі насипи довкола цегляної стіни

Форт V «Лисиничі» (англ. Fort V "Lysynychi", нім. Halbfestung Lemberg) — невелике цегляне укріплення, у Винниківському лісі біля села Лисиничі (Львівська обл., Пустомитівський район). Поруч також розташована пам'ятка природи та історії «Чотові скелі», Геодезична дуга Струве, покинута військова частина зв’язку біля військового містечка у Винниках.
Історія
Точна дата зведення Форта V «Лисиничі» на сьогодні невідома. Існують припущення, що зведений він був незадовго до початку Першої світової війни – у 1912-1913 рр., а доукріплений вже у 1914 р. Загалом ще в 1850-х рр. біля Львова і в самому місті Австрійська імперія почала споруджувати фортифікації не для оборони столиці Королівства Галичини і Лодомерії чи кордонів імперії, а для утримання в покорі місцевого бунтівного населення. Поштовхом для цього став досвід з «Весни народів» 1848–1849 рр., що завершилась поразкою повстанців. Відтак вже наприкінці ХІХ ст. навколо міста було побудовано чимало земляних укріплень та батарей. Хоча за своєю укріпленістю вони значно поступались спорудженим в цей же час перемиським чи краківським аналогам.
Під час Першої світової війни Форт V «Лисиничі», як і інші укріплення навколо Львова, використовувався для оборони міста спочатку австрійськими, а потім і російськими військами. Є припущення, що ця фортифікація використовувалась згодом бійцями УГА під час польсько-української війни 1918–1919 рр. Про використання форту можуть свідчити викопані навколо споруди рови, які використовувались раніше як окопи. З того часу немає чітких свідчень про подальше використання Форта V «Лисиничі».

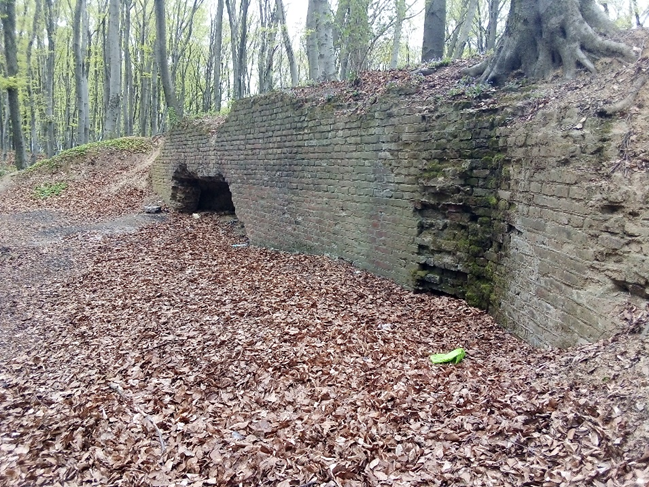
Стіна форта збоку і "всередині" оборонного комплексу

Довгий час Форт V «Лисиничі» вважався загубленим/втраченим – імовірно через забудову передмістя Львова житловими будинками і промисловими зонами. Проводились його пошуки в межах Чортових скель, однак лише у 2013 р. на схід від їхнього підніжжя і на захід від с. Лисиничі вдалось віднайти покинуті австрійські укріплення.
Посилання на мапу з геолокацією:https://www.google.com/maps/place/%D0%A4%D0%BE%D1%80%D1%82+V+%22%D0%9B%D0%B8%D1%81%D0%B8%D0%BD%D0%B8%D1%87%D1%96%22/@49.8403827,24.0953919,5023m/data=!3m1!1e3!4m6!3m5!1s0x473ac3a946caf815:0x3a9399ca8875f43e!8m2!3d49.830646!4d24.125429!16s%2Fg%2F11jfdqg16v?entry=ttu&g_ep=EgoyMDI1MDYyMi4wIKXMDSoASAFQAw%3D%3D
Використані джерела:
·    «Halbfestung Lemberg». Форт Лисиничи, 2013. https://ah.org.ua/halbfestung-lemberg-fort-lisinichi
·    Фотографії старого Львова. Дигери знайшли закинутий тунель від «Винниківського» озера до «Чортових Скель», 2024. https://photo-lviv.in.ua/dyhery-znayshly-zakynutyy-tunel-vid-vynnykivskoho-ozera-do-chortovykh-skel/
1. ↑  kiurowed (9 сент, 2013  в 14:50). "Halbfestung Lemberg". Форт №11 "Брюховичи". Заметки фортечника. Процитовано 26 червня 2025.